# Cesário Lange
Cesário Lange este un oraș în São Paulo (SP), Brazilia.